# Muriqui
Muriqui é uma denominação comum as duas espécies de macacos do Novo Mundo da família Atelidae e gênero Brachyteles  também conhecidos como buriquins, buriquis, mariquinhas, mariquinas, muriquinas, muriquinhas e mono-carvoeiro. É o maior macaco americano, medindo 0,70 metro de corpo e igual medida de cauda. Tem polegar reduzido e pelo amarelo. Vive nas matas dos estados de São Paulo, Rio de Janeiro, Minas Gerais e Espírito Santo, nos fragmentos de mata atlântica que restam nestes estados do Brasil.

## Etimologia
"Muriqui", "buriquim", "buriqui", "mariquinha", "mariquinhas", "mariquina", "muriquinas" e "muriquinhas" originaram-se do termo tupi muri'ki, que significa "gente que bamboleia, que vai e vem", ou então "povo manso da floresta", graças a seus hábitos solidários e de permanência em grupo.

## Espécies
São reconhecidas duas espécies do gênero, e existe certa concordância quanto esses dois táxons serem espécies separadas:
- Brachyteles arachnoides: miriqui ou mono-carvoeiro. Habita os estados brasileiros de São Paulo, Rio de Janeiro e Paraná.
- Brachyteles hypoxanthus: Habita os estados brasileiros Minas Gerais, Bahia e Espírito Santo.